# Pip Pellens
Pip Wilhelmina Petronella Margaretha Pellens (Utrecht, 30 oktober 1993) is een Nederlandse actrice en stemactrice.

## Biografie
Na gastrollen in de dramaseries Bitches, Intensive Care en Shouf Shouf! kreeg Pellens een bijrol in de dramaserie Keyzer & De Boer Advocaten van de KRO en de NCRV. Ze speelde tussen 2006 en 2008 de rol van Lisette de Swaan. Tijdens deze serie speelde ze met acteurs als Bram van der Vlugt, Henriëtte Tol en Daan Schuurmans. In 2003 en 2004 stond Pellens een aantal keren in de musical The Sound of Music, naast Maaike Widdershoven en Hugo Haenen. In 2007 speelde ze de rol van Tanja in de speelfilm Marathon Girl van Maria Peters. Twee jaar later had ze een rol in de bioscoopfilm First Mission, waarin ze samen met Mark Rietman en Tygo Gernandt te zien is.
Vanaf 12 april 2010 was Pellens te zien als Wiet van Houten in de soapserie Goede tijden, slechte tijden. Ze heeft deze rol (aanvankelijk een gastrol maar sinds 20 september 2010 een vaste rol) overgenomen van Anique Pappers, die tussen 2005 en 2006 de rol speelde. Ze speelde deze rol tot het najaar van 2011, nadat de schrijvers besloten om Wiet uit de serie te schrijven. In het voorjaar van 2012 werd bekendgemaakt dat Pellens voor een week terug zou keren in de serie.
Pellens was in 2012 te zien in de Disney Channel-serie On Tour. Ze speelde hierin de rol van Karo, leadzangeres van de band Pop4You.
Als stemactrice heeft Pellens de Nederlandstalige nasynchronisatie gedaan voor films als Despicable Me, Ice Age 3 en Madagascar en sprak ze in voor de Nickelodeonseries iCarly en The Troop.
Van september 2012 tot maart 2013 stond Pellens in het theater als danseres met de interactieve musical Lover of Loser. Daar leerde ze Pim Wessels kennen met wie ze een relatie kreeg en op 9 april 2021 trouwde. 
In 2013 keerde Pellens terug in de soapserie Goede tijden, slechte tijden en behoort ze weer tot de vaste cast, in 2012 was Pellens nog voor een week (vijf afleveringen) te zien als Wiet van Houten.
In oktober 2015 won zij Dance Dance Dance. In het voorjaar van 2019 trad ze in verschillende theaters op met de show Pip Goes Offline.
In 2024 deed Pellens mee aan het televisieprogramma Moordfeest.

## Privé
Pellens is getrouwd met collega-acteur Pim Wessels en kreeg in september 2023 haar eerste kind, een dochter. Op 21 april 2025 maakt Pellens via sociale media bekend dat het koppel opnieuw een kind heeft gekregen, dochter Minne. 

## Discografie metPop4You
| Single met eventuele hitnotering(en) in de Nederlandse Top 40 | Datum van verschijnen | Datum van binnenkomst | Hoogste positie | Aantal weken | Opmerkingen        |
| ------------------------------------------------------------- | --------------------- | --------------------- | --------------- | ------------ | ------------------ |
| Gaan                                                          | 01-03-2012            | -                     |                 |              | Soundtrack On Tour |
| 1 Kus                                                         | 27-05-2012            | -                     |                 |              | Soundtrack On Tour |

## Prijzen
- 2016: Gouden Televizier Talent Award